# 호놀룰루 (영화)
호놀룰루(Honolulu)는 미국에서 제작된 에드워드 버젤 감독의 1939년 코미디, 뮤지컬, 멜로/로맨스 영화이다. 엘리노 포웰 등이 주연으로 출연하였고 잭 커밍스 등이 제작에 참여하였다.

## 출연

### 주연
- 엘리노 포웰
- 로버트 영

### 조연
- 조지 번즈
- 그레이시 앨런
- 리타 존슨
- 클라렌스 콜브
- 앤 모리스
- 윌리 펑
- 클리프 클락
- 에드워드 가갠
- 에디 로체스터 앤더슨
- 시그 루먼
- 러스 허시
- 에드가 디어링
- 더 킹스 멘
- 켄 다비
- 베스 플라워스
- 러셀 힉스
- 베티 제인즈
- 에드워드 르세인트
- 더글러스 맥페일
- 제임스 밀리칸
- 알베르토 모린
- 톰 닐
- 윌리엄 뉴웰
- 클레어 오웬
- 더 파이드 파이퍼스
- 버트 로치
- 조 스태포드
- 필립 테리
- 마샤 티베츠
- 윌리엄 와그너

## 제작진
- 세트: 에드윈 B. 윌리스
- 의상: 아드리안